# Tongfu Microelectronics
Tongfu Microelectronics Company Limited («Тунфу Майкроэлектроникс») — китайская компания электронной промышленности, крупный аутсорсинговый производитель полупроводниковой продукции (сборка и тестирование интегральных схем).

## История
Компания основана в 1994 году, в 2007 году вышла на Шэньчжэньскую фондовую биржу. В декабре 2016 года Nantong Fujitsu Microelectronics Co. Ltd. сменила название на Tongfu Microelectronics Co. Ltd..

## Деятельность
Tongfu Microelectronics предоставляет услуги по сборке и тестированию интегральных схем, полупроводниковых пластин, чипов памяти, микропроцессоров, микроконтроллеров, гибридных и аналоговых микросхем, графических процессоров, модулей питания для смартфонов, компьютеров, серверов, облачных систем, автомобилей и бытовой электроники. 
По итогам 2022 года 98 % выручки Tongfu Microelectronics пришлось на корпусирование и тестирование интегральных схем. На зарубежные рынки пришлось 85,3 % оборота компании. Крупнейшими конкурентами Tongfu Microelectronics на китайском рынке контрактного корпусирования и тестирования являются компании JCET Group, Huatian Technology и ASE Group. 
Заводы компании расположены в городах Наньтун, Сучжоу, Хэфэй, Сямынь (КНР), а также в малайзийском штате Пинанг. В Сучжоу и Малайзии Tongfu Microelectronics имеет совместные предприятия с американским гигантом электроники AMD.

## Акционеры
Основными акционерами Tongfu Microelectronics являются Nantong Huada Microelectronics Group (19,96 %), Sino IC Capital (13,65 %), Suzhou Harvest Capital Management (4,11 %), Hua An Fund Management (3,21 %), China Asset Management (1,95 %), China Southern Asset Management (1,46 %), Guotai Asset Management (1,18 %), CPIC Fund Management (1,18 %), Orient Securities Asset Management (0,83 %) и Cinda Fund Management (0,73 %).